# Filtro de cigarro

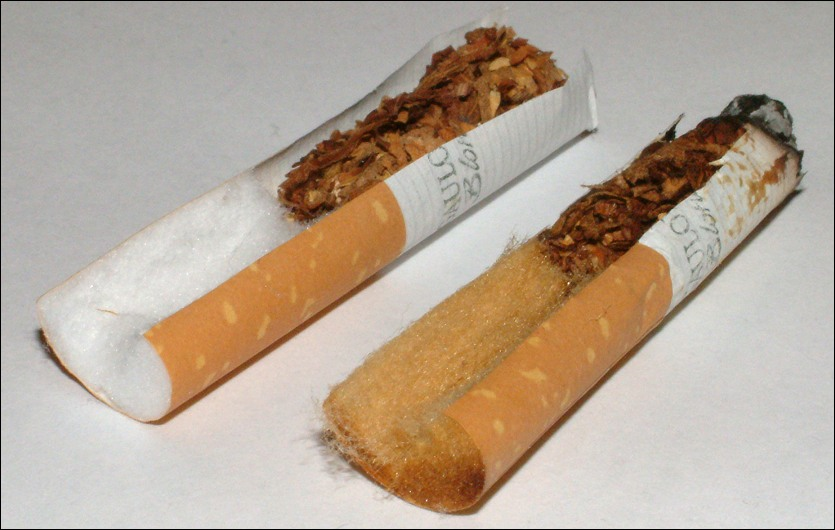
Filtro novo (à esquerda) e filtro num cigarro já consumido (à direita).

Um filtro de cigarro é uma das partes que constituem a maioria dos cigarros, em conjunto com o tabaco, mortalha, adesivos e outros eventuais dispositivos, como cápsulas. O filtro é geralmente fabricado a partir de fibra de acetato de celulose, papel ou carvão ativado, este último tanto embebido no acetato de celulose como numa cavidade própria. No passado, alguns filtros usavam resina fenol-formaldeído e amianto. O acetato e o papel alteram o fumo inalado ao reterem determinadas partículas (filtração). O carvão ativo, embebido no filtro, altera a fase gasosa (adsorção). Os filtros permitem uma diminuição de até 50% na quantidade de alcatrão e nicotina no fumo inalado, com diminuição maior de outras classes de compostos, como os fenóis. No entanto, são ineficazes na filtragem de toxinas como o monóxido de carbono.